# 현금영수증
현금영수증제도(cash receipt institution, 現金領收證制度)는 대한민국에서 소비자가 현금과 함께 카드(적립식카드, 신용카드 등), 휴대전화번호 등을 제시하면, 가맹점은 현금영수증발급장치를 통해 현금영수증을 발급하고 현금결제 건별 내역은 국세청에 통보되는 제도다.

## 사용
카드
현금영수증을 발급 받기 위하여 소비자는 현금과 함께 현재 보유하고 있는 카드를 그대로 사용할 수 있다. 단, 카드번호의 중복을 방지하기 위하여 "카드번호가 13개 이상 19개 이하의 숫자"로 구성된 카드로 제한했다.
또한 국세청에서는 18자리로 구성된 현금영수증카드를 발급해준다.
현금영수증 발급방법
1. 건당 1원 이상의 현금결제시 발급된다.
2. 현금영수증을 발급 받기 위하여 소비자는 현금과 함께 현재 보유하고 있는 카드를 그대로 사용할 수 있다. 단, 카드번호의 중복을 방지하기 위하여 "카드번호가 13개 이상 19개 이하의 숫자"로 구성된 카드로 제한했다.
3. 동글이(휴대전화 단말기)에 휴대전화 쏘기를 통해 현금영수증을 발급할 수 있다.
4. "휴대전화번호", "주민등록번호", "사업자등록번호"를 알려주면 가맹점은 수동으로 단말기에 입력하여 현금영수증을 발급할 수 있다.
5. 따로 신청하지 않아도 자진발급제도를 통해 자동으로 발급된다. 하지만 개인 사용금액에 누적되지 않지만, 나중에 홈페이지에 승인번호를 등록하여 개인 명의로 발급할 수 있다.

## 현금영수증 의무발행업종
- 소득세법시행령 제210조의3제1항제4호 및 같은 조 제9항 관련)

## 혜택
소비자
근로소득자 및 부양가족(배우자/청소년): 근로소득자이거나 근로소득자의 부양가족인 경우에는 총급여액의 20%를 초과하는 현금영수증 사용금액의 20%를 연말정산시 300만원 한도내에서 소득공제 받을 수 있다.
법인 및 개인사업자
1. 사업자는 필요경비로 인정 받을 수 있다.
2. 접대비인정을 받는 증빙으로 사용할 수 있다.

## 같이 보기
- 영수증
- 거래 처리 시스템